# 三神奶奶
三神奶奶（韓文：三神 할머니，삼신 할머니）是朝鮮巫教 中的三位神靈，掌管命運和分娩。

## 流行文化
- 2010年：SBS水木連續劇《我的女友是九尾狐》中的金志映客串飾演三神奶奶。
- 2012年：KBS2月火連續劇《嗚啦啦夫婦》中的金守美友情客串飾演三神奶奶。[1]
- 2016－2017年：tvN金土連續劇《孤單又燦爛的神－鬼怪》中的李伊飾演三神奶奶。[2]
- 2020年：JTBC水木連續劇《雙甲路邊攤》中的吳英實飾演三神。
- 2022年：MBC金土連續劇《金湯匙》中的宋玉淑飾演金湯匙奶奶「三神」。